# Den Katolske Liga (Tyskland)
 For alternative betydninger, se Den Katolske Liga. (Se også artikler, som begynder med Den Katolske Liga)
Den Katolske Liga (1609 - 1635) var et forbund af katolske tyske stater der blev skabt året efter dannelsen af Den Protestantiske Union. Ligaen skulle fungere som en modvægt til denne union. Spændinger imellem disse to grupper førte i sidste ende til første fase af Trediveårskrigen, også kendt som Den Bøhmiske Krig.
Stifteren og øverstkommanderende var hertug Maximilian 1. af Bayern. I 1609 samledes regenterne fra mange af de små stater i det Tysk-romerske rige i München for at underskrive en traktat som bandt dem ind i en militær alliance de næste 9 år. Ved denne periodes udløb var der udbrudt krig mellem den bøhmiske kong Ferdinand 2. og Frederik 5. af Pfalz. Den Protestantiske Union støttede naturligvis Frederik 5. imod Den Katolske Liga, der støttede Ferdinand 2. Ligaen slog Den Protestantiske Union i slaget ved Det Hvide Bjerg i 1620. Slaget markerede slutningen på Den Bøhmiske Krig.
Ligaen blev opløst i 1635 ved Freden i Prag, ikke at forveksle med Pragfreden over 200 år senere.